# بز مورسیانا
مورسیانا(به انگلیسی: Murciana) مورسیان ، مورسین (به اسپانیایی: Murcien)و مورسیانای پادشاهی نیز نامیده می‌شود، یک نژاد دومنظوره(هم برای شیر و هم برای گوشت) از بز است که در اصل در استان مورسیا در امتداد سواحل مدیترانه در جنوب‌شرقی اسپانیا پرورش داده شده است.  نژاد اصلی این بز تولیدکننده شیر، در اسپانیا دورگه‌ای بین بز مورسیانا و بز گرانادینا به نام بز( Murciano-granadina) است.  فقط دومی به طور رسمی توسط دولت اسپانیا به رسمیت شناخته شده است،  بنابراین بزهای مورسیانا گونه‌ای از این نژاد در نظر گرفته می‌شوند. 

## ویژگی‌های نژاد
در حالی که گوش مورسیانا از بسیاری از بز‌ها کوتاه‌تر است، شکل گوش مورسیانا شبیه گوش‌های نژادهای سوئیسی مانند آلپاین، اوبرهاسلیس و سانن است و به صورت افقی حمل می‌شود.  آنها به دلیل تولید شیر با کیفیت بالا که فوق‌العاده سرشار از کره  است مشهور هستند.  بزهای نژادهای مورسیا و مالتا، از جمله مورسیانا، به دلیل تلاش‌های هماهنگ اصلاح نژاد برای پرورش این گونه، نسبت به بزهای آلپ فرانسوی و نژادهای مرتبط، احتمال بیشتری دارد که خارج از فصل، تولیدمثل کنند، که ممکن است تازه‌زایی و شیردهی را در تمام طول سال فراهم کند. این نژاد ممکن است در واقع از آفریقا منشا گرفته باشد.

## مناطق اولیه
مناطق اولیه پرورش بز مورسیانا در منطقه مورسیا، در جوامع خومییا و یکلا هستند. 

## تاریخچه
در اوایل سده شانزدهم میلادی، بزهای مورسیانا و چندین نژاد اسپانیایی دیگر، از جمله بز مالاگوئنا، بز لابلانکا  سلتی‌بورا  و بز لاکاستلانا اکسترمنا ، به دلیل سیاست‌های پرورشی تعیین شده توسط انجمن قدیمی گوسفندان داران اسپانیا، به خوبی در اسپانیا شناخته شده بودند.  تبلیغات نمایشی در دنیای بز آن زمان نشان می‌دهد که بزهای مورسیانا تا سال ۱۹۲۰ در ایالات‌متحده بوده‌اند و به آن‌ها " مورسیانای سلطنتی" می‌گفتند. دکتر سی‌پی دی‌لانگل، در مقاله‌اش "بز مورسین" که در شماره به تاریخ اوت ۱۹۲۱ نشریه «دنیای بز» چاپ شد، درباره‌ی آن‌ها نوشت: «بز مورسین یکی از زیباترین بزهای شناخته‌شده است».  تا سال ۱۹۳۶، مورسیاناها ممکن است در ایالات متحده کمیاب شده باشند، زیرا شماره ژانویه مجله بز شیری خواستار کمک برای بازآفرینی این نژاد شد، و اشاره کرد که به نظر نمی‌رسید در آمریکا یک جفت بز اصیل از این نژاد وجود داشته باشد، و خانم کاترین کادل تنها نژاد اصیل را در آن زمان داشت.  همان مقاله همچنین اشاره کرد که یک منبع قابل اعتماد، از وجود مورسیاناها

## نژاد نامه ( نژاد خونی)
این نژاد بخشی از نسل خونی اجدادی، لامانچای آمریکایی است که در اصل در دهه ۱۹۳۰  توسط خانم یولا فای‌فری از گلاید، اوران ، در ایالات متحده پرورش داده شد.   مورسیانای ثبت‌شده‌ای که نسل خونی‌اش در گله‌ی خانم فری جریان داشتنسول بق به آقا و خانم هری گوردون بود و سرمایه اصلی او یک دورگه مورسیانا-نوبیایی قرمز روشن به نام کریستوفر بود. 
تصور می‌شود که بزهای وحشی که مدت‌ها در جزایر مانش، در سواحل کالیفرنیا منزوی شده‌اند، مانند بز جزیره سان‌کلمنته و بز جزیره سانتا کاتالینا، از بزهایی هستند که توسط مبلغان و مهاجران اسپانیایی به جزیره آورده شده‌اند، از جمله لابلانکا سلتیبوراها، لاکاستلانا اکسترمناها و پس از آن بزهای شیری و گوشتی رایج‌تر اسپانیا، مالاگناها و مورسیاناها، منشأ گرفته باشند.

## سازمان ها
در اسپانیا سازمانی به نام زیر وجود دارد:
انجمن ملی اسپانیایی بز مورسیانا-گرانادینا (به اسپانیایی: Asociación Española de Criadores de Cabras de Raza Murciano-Granadina (ACRIMUR))

## مراجع
1. 1 2 3  فری, خانم،یولافای (ژانویه ۱۹۶۰), لامانچای آمریکایی چگونه به وجود آمد (به انگلیسی), نشریه بز شیری
2. 1 2  کورتس اسپینوزا, سیلوا (۲۰۱۰). "ایجاد بانک ژن‌پلاسما از جمعیت بز گراندینا" (PDF). خلاصه مقالات دهمین کنفرانس بین المللی بزها، برزیل (به اسپانیایی). دانشگاه کوردوبا. Retrieved 2 October 2019.[پیوند مرده]
3. ↑  تجرینا آمپودیا, فرناندو. "نژاد بز مورسیا-گرانادا". وزارت زراعت، شیلات و غذا (به اسپانیایی). Retrieved 2 October 2019.
4. ↑  Frey, Mrs. Eula Fay (January 1960), How American La Manchas Came to Be, Dairy Goat Journal
5. ↑  فری, خانم یولا فای (1960), چگونه لامانچای آمریکایی به وجود آمد, نشریه بز شیری, archived from the original on 2010-09-24, retrieved 2010-07-20
6. ↑  European Association for Animal Production (1978), "تولید نشخوارکنندگان در نیمه گرمسیری خشک: محدودیت ها و پتانسیل ها", انتشارات EAAP, باترورث (۳۸): ۶۸, ISBN 978-90-220-0949-9
7. ↑  دونر, جانت ووروالد (2001), دانشنامه تاریخی نژادهای دام و طیور  در حال انقراض, مطالعات کشاورزی ییل (illustrated ed.), انتشارات دانشگاه ییل, p. ۳۶, ISBN 978-0-300-08880-9
8. 1 2  فری, خانم یولا فای (1960), چگونه لامانچای آمریکایی به وجود آمد (به انگلیسی), نشریه بز شیری, archived from the original on 2010-09-24, retrieved 2010-07-20
9. ↑  Dohner, Janet Vorwald (2001), The encyclopedia of historic and endangered livestock and poultry breeds, Yale agrarian studies (illustrated ed.), Yale University Press, p. 36, ISBN 978-0-300-08880-9